# Flogstallen
Flogstallen är ett berg i Antarktis. Det ligger i Östantarktis. Norge gör anspråk på området. Toppen på Flogstallen är 2 485 meter över havet, eller 562 meter över den omgivande terrängen. Bredden vid basen är 5,3 km.
Terrängen runt Flogstallen är varierad.  Trakten är obefolkad. Det finns inga samhällen i närheten. 